# Ołeh Pańkewycz
Ołeh Pańkewycz (ur. 21 lipca 1972 w Brodach) – ukraiński samorządowiec, historyk i prawnik, przewodniczący Lwowskiej Rady Obwodowej (od 30 listopada 2010), z ramienia nacjonalistycznej partii Ogólnoukraińskiego Zjednoczenia Swoboda.
Absolwent historii i prawa Uniwersytetu w Drohobyczu. W 1993 wstąpił do partii Swoboda. Pracował jako nauczyciel historii, dyrektor gimnazjum im. Iwana Trusza w Brodach, a następnie jako dyrektor muzeum historyczno-krajoznawczego w Brodach.
W latach 2002–2005 był radnym Lwowskiej Rady Obwodowej, od 2005 przewodniczącym rejonowej administracji państwowej rejonu brodzkiego. W 2006 powtórnie został radnym Lwowskiej Rady Obwodowej.